# Mac McDonald (skådespelare)
Mac McDonald, ursprungligen Terence McDonald, född 18 juni 1949 på Long Island i New York, är en amerikansk skådespelare. McDonald är främst känd för att ha spelat Kapten Hollister i BBC:s science fiction-komediserie Red Dwarf (i säsong 1, 8 och 12). Han har även medverkat i Aliens - Återkomsten,  Batman, French & Saunders, Memphis Belle, Ryska huset, The 51st State, Huset vid Tara Road, Little Britain och Flyboys.

## Filmografi i urval
- 1980 – Rymdimperiet slår tillbaka
- 1982 – Vi möts igen (TV-serie)
- 1984 – Top Secret!
- 1985 – The Lenny Henry Show (TV-serie)
- 1985 – Death Wish 3
- 1986 – Ingen rädder för vargen
- 1987 – Stålmannen i kamp för freden
- 1988–2017 – Red Dwarf (TV-serie) (11 avsnitt)
- 1989 – Parlamentets svarta får (TV-serie)
- 1989 – Batman
- 1990 – French & Saunders (TV-serie)
- 1990 – Nightbreed
- 1990 – Memphis Belle
- 1990 – Ryska huset
- 1990 – Hardware
- 1992 – Jeeves och Wooster (TV-serie)
- 1993 – Indiana Jones äventyr (TV-serie)
- 1993 – Lovejoy (TV-serie)
- 1995 – Alas Smith & Jones (TV-serie)
- 1996 – Gullivers resor (TV-serie)
- 1997 – Eddie Izzard: Sån är han (TV-film)
- 1997 – Otäcka odjur
- 1997 – Det femte elementet
- 1998 – Barberaren i Sibirien
- 2001 – Jämna plågor (TV-serie)
- 2001 – The 51st State
- 2003 – Spooks (TV-serie)
- 2004 – Black Books (TV-serie)
- 2005 – Huset vid Tara Road
- 2006 – Little Britain Abroad (TV-serie)
- 2006 – Flyboys
- 2008 – Transsiberian
- 2009 – Wrong Turn 3: Left for Dead
- 2009 – Instängd 2